# Liste der Biografien/Fisk
Liste der Biografien |
Portal Biografien |
Personensuche
# |
A |
B |
C |
D |
E |
F |
G |
H |
I |
J |
K |
L |
M |
N |
O |
P |
Q |
R |
S |
T |
U |
V |
W |
X |
Y |
Z |
?
 
Fa |
Fe |
Ff |
Fh |
Fi |
Fj |
Fk |
Fl |
Fm |
Fn |
Fo |
Fr |
Ft |
Fu |
Fy
 
Fia |
Fib |
Fic |
Fid |
Fie |
Fif |
Fig |
Fih |
Fii |
Fij |
Fik |
Fil |
Fim |
Fin |
Fio |
Fip |
Fiq |
Fir |
Fis |
Fit |
Fiu |
Fiv |
Fix |
Fiz
 
Fisa |
Fisb |
Fisc |
Fise |
Fish |
Fisi |
Fisk |
Fisl |
Fism |
Fiso |
Fisq |
Fiss |
Fist |
Fisu |
Fisz
Die Liste der Biografien führt alle Personen auf, die in der deutschsprachigen Wikipedia einen Artikel haben. Dieses ist eine Teilliste mit 32 Einträgen von Personen, deren Namen mit den Buchstaben „Fisk“ beginnt.

## Fisk
- Fisk, Ben (* 1993), kanadischer Fußballspieler
- Fisk, Carlton (* 1947), US-amerikanischer Baseballspieler
- Fisk, Charles B. (1925–1983), US-amerikanischer Physiker und Orgelbauer
- Fisk, Eliot (* 1954), US-amerikanischer Gitarrist der klassischen Musik
- Fisk, Jack (* 1945), US-amerikanischer Szenenbildner und Regisseur
- Fisk, James (1763–1844), US-amerikanischer Jurist und Politiker
- Fisk, James (1834–1872), US-amerikanischer Unternehmer
- Fisk, Jonathan (1778–1832), US-amerikanischer Jurist und Politiker
- Fisk, Morey (* 1974), kanadischer Westernreiter
- Fisk, Nelson W. (1854–1923), US-amerikanischer Politiker und Geschäftsmann
- Fisk, Nicholas (1923–2016), britischer Science-Fiction-Autor
- Fisk, Robert (1946–2020), britisch-irischer Journalist und Buchautor
- Fisk, Schuyler (* 1982), US-amerikanische SchauspielerinSchuyler Fisk (* 1982)

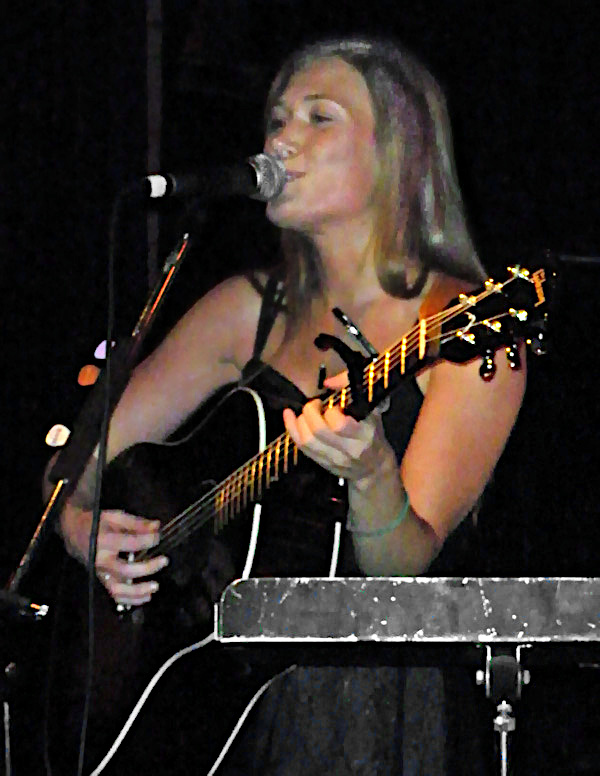
Schuyler Fisk (* 1982)

- Fisk, Zachary (* 1941), US-amerikanischer Festkörperphysiker

### Fiska
- Fiskaa, Ingrid (* 1977), norwegische Politikerin
- Fiskar, Paul (* 1908), estnischer Fußballspieler

### Fiske
- Fiske, Bill, Baron Fiske (1905–1975), britischer Politiker, Mitglied des House of Commons
- Fiske, Billy (1911–1940), US-amerikanischer Bobfahrer
- Fiske, George (1835–1918), US-amerikanischer Fotograf
- Fiske, John (1842–1901), US-amerikanischer Philosoph und Historiker
- Fiske, John (1939–2021), britischer Medien- und Kulturwissenschaftler
- Fiske, Marjorie (1914–1992), US-amerikanische Sozialpsychologin
- Fiske, Reine (* 1972), schwedischer Fusion- und Rockmusiker (Gitarre, E-Bass) und Tonmeister
- Fiske, Solveig (* 1952), norwegische lutherische Bischöfin
- Fiske, Susan (* 1952), US-amerikanische Sozialpsychologin
- Fiske, Thomas (1865–1944), US-amerikanischer Mathematiker
- Fiske, Trygve Waldemar (* 1987), norwegischer Jazzmusiker (Kontrabass, Komposition)
- Fisken, Gregor (* 1964), britischer Unternehmer und Autorennfahrer
- Fisker, Henrik (* 1963), dänischer Automobildesigner und Geschäftsführer der Firma Fisker CoachbuildHenrik Fisker (* 1963)

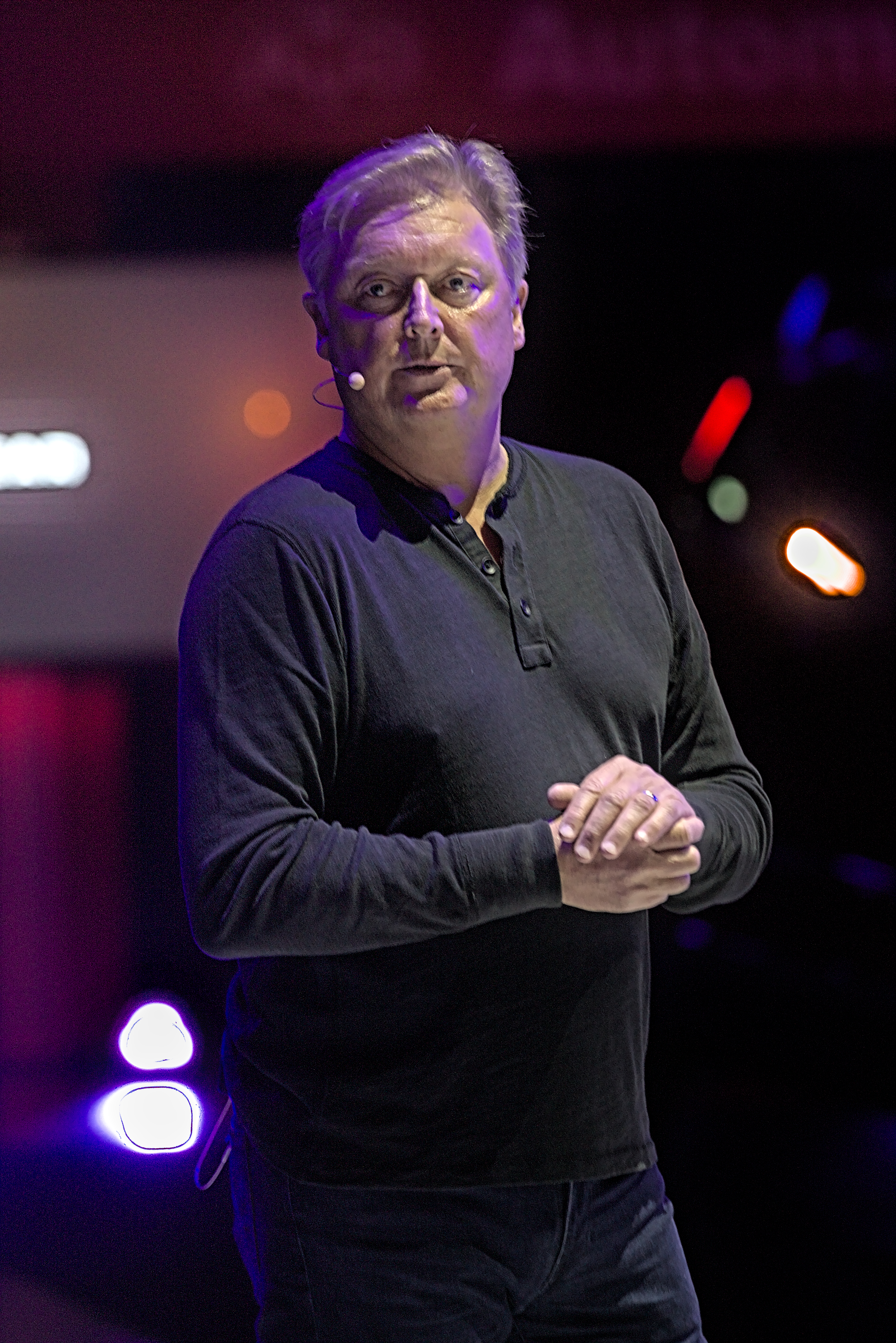
Henrik Fisker (* 1963)

- Fisker, Kay (1893–1965), dänischer Architekt und Designer
- Fisker, Maria (* 1990), dänische Handballspielerin
- Fiskerstrand, Cecilie Hauståker (* 1996), norwegische Fußballspielerin